# ジョズエ・ホマウー
ジョズエ・ホマウー（Josué Homawoo 、1997年11月12日 - ）は、トーゴ・ロメ出身のプロサッカー選手。フランスのレッドスターFC93所属。ポジションは、ディフェンダー。

## クラブ歴
2020年2月8日、リーグ・アンのディジョンFCO戦でプロデビュー。3-3で引き分けた。
2021年6月、レッドスターFC93に移籍。